# Nemea
Nemea (gr. Νεμέα) – miejscowość w Grecji, w administracji zdecentralizowanej Peloponez, Grecja Zachodnia i Wyspy Jońskie, w regionie Peloponez, w jednostce regionalnej Koryntia. Siedziba gminy Nemea. W 2011 roku liczyła 3853 mieszkańców.
Położony w kotlinie starogrecki ośrodek kultowy w starożytnej Argolidzie, obecnie stanowisko archeologiczne wraz z muzeum znalezisk.
Zgodnie z mitycznym przekazem Herakles wykonał tam jedną ze swych 12 prac, zabijając lwa nemejskiego.
W Nemei znajdowała się świątynia otoczona gajem, poświęcona Zeusowi Nemejskiemu (Nemeios), której początki sięgają VII w. p.n.e., zastąpiona późniejszą budowlą dorycką z około 340-320 p.n.e. W jej pobliżu zbudowano też gimnazjon, palestrę, mniejsze świątynie, a w okresie rzymskim powstały też łaźnie.
Pauzaniasz oglądał to sanktuarium już w stanie upadku, pozbawione zadaszenia i kultowego wizerunku. Uległo zniszczeniu w wyniku trzęsienia ziemi u schyłku starożytności, a jego resztki w większości przebudowano na chrześcijańską bazylikę w VI-VIII wieku. 
Około 500 m na wschód od świątyni Zeusa usytuowany był wielki stadion na ok. 30 tysięcy widzów. Od roku 573 p.n.e. odbywały się tam co dwa lata igrzyska nemejskie (Νέμεια Némeia), podobnie jak olimpijskie zaliczane do igrzysk panhelleńskich. Przypadały one zawsze rok przed i rok po igrzyskach w Olimpii. Opodal znajdował się teatr, a przy nim źródło zwane Adrasteja.
Prace wykopaliskowe i rekonstrukcyjne w Nemei prowadzą Grecy i amerykańscy naukowcy z Uniwersytetu Kalifornijskiego. W przeszłości na tym terenie dochodziło do międzynarodowych kradzieży na dużą skalę oraz paserstwa znalezisk z pobliskich cmentarzysk kultury mykeńskiej. Znaczną część skradzionych obiektów udało się odzyskać poprzez wnoszenie zagranicą zgłoszeń rewindykacyjnych w trakcie aukcji bogatych kolekcji.